# Dwór w Więckowicach
Dwór w Więckowicach – zabytkowy dwór we wsi Więckowice (województwo wielkopolskie).
W latach 30. XIX w. właścicielem dworu był Józef Breza, który ożenił się z Konstancją Mycielską herbu Dołęga.
Elewacja frontowa (zachodnia) z pseudoryzalitem zwieńczonym trójkątnym frontonem zawierającym tarczę herbową Brezów, zwieńczona koroną. Obiekt jest częścią zespołu dworskiego z XVIII w. przebudowanego w  XIX w., w skład którego wchodzi jeszcze park.

Herb hrabiów Breza
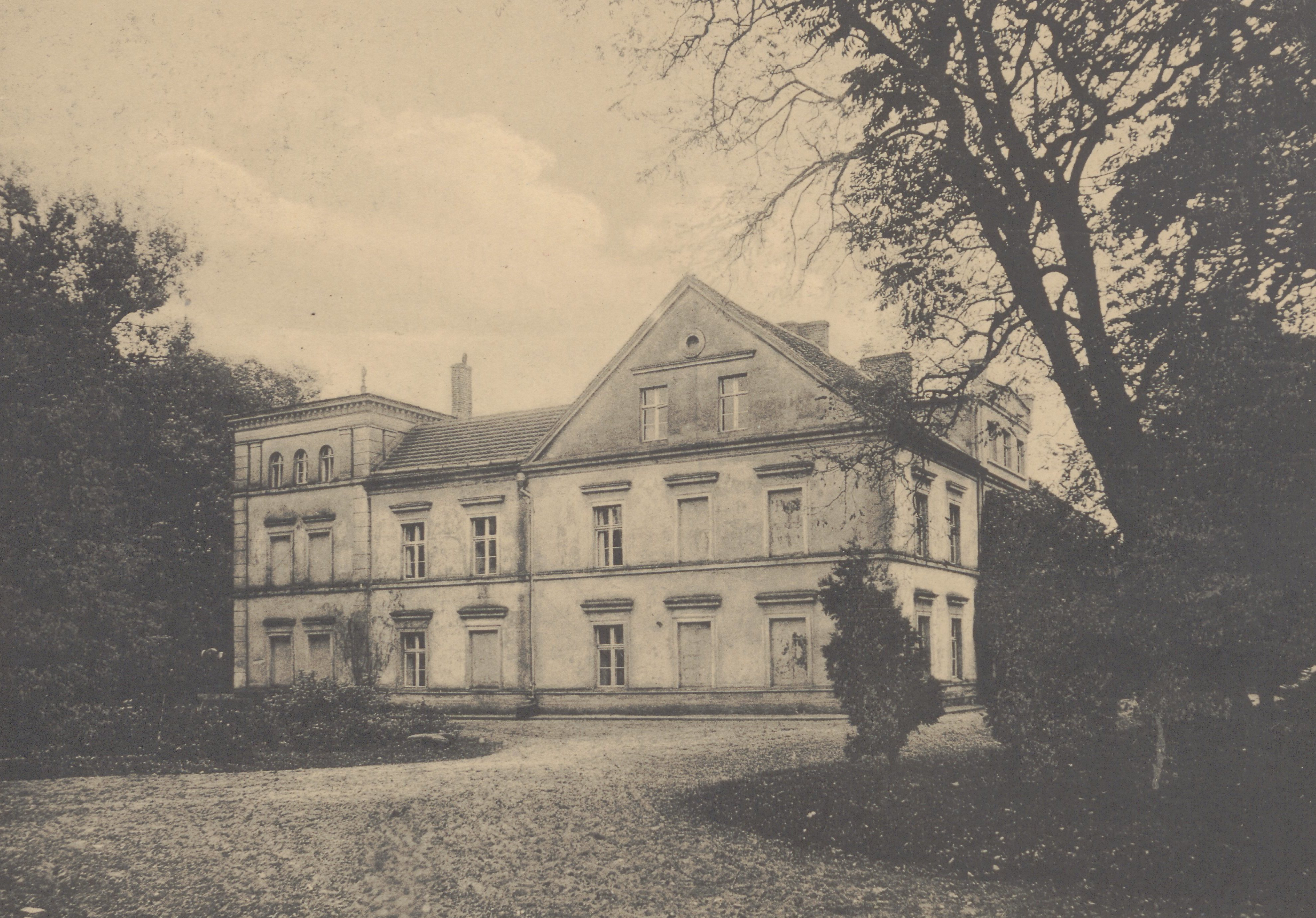
Dwór w 1912